# Zerbst
Zerbst (ufficialmente Zerbst/Anhalt) è una città di 21 519 abitanti della Sassonia-Anhalt, in Germania.

Appartiene al circondario di Anhalt-Bitterfeld.

## Storia
Nel XVIII secolo vi era stanziata la famiglia Abel, fra i cui membri vi furono alcuni notevoli musicisti e pittori.
Il 1º gennaio 2010 vi sono stati aggregati i 21 comuni costituenti la comunità amministrativa Elbe-Ehle-Nuthe. Bornum, Buhlendorf, Deetz, Dobritz, Gehrden, Grimme, Gödnitz, Güterglück, Hohenlepte, Jütrichau, Leps, Lindau, Moritz, Nedlitz, Nutha, Polenzko, Reuden, Steutz, Straguth, Walternienburg, Zernitz.

## Geografia antropica
Appartengono alla città di Zerbst/Anhalt le frazioni (Ortsteil) di Badetz, Badewitz, Bärenthoren, Bias, Bone, Bonitz, Bornum, Buhlendorf, Deetz, Dobritz, Eichholz, Flötz, Garitz, Gehrden, Gödnitz, Gollbogen, Grimme, Güterglück, Hagendorf, Hohenlepte, Jütrichau, Kämeritz, Kerchau, Kermen, Kleinleitzkau, Kuhberge, Leps, Lietzo, Luso, Moritz, Mühlsdorf, Mühro, Nedlitz, Niederlepte, Nutha, Nutha-Siedlung, Pakendorf, Polenzko, Pulspforde, Quast, Reuden/Anhalt, Reuden-Süd, Ronney, Schora, Stadt Lindau, Steckby, Steutz, Straguth, Strinum, Tochheim, Töppel, Trebnitz, Trüben, Walternienburg, Wertlau e Zernitz.